# Tjekkiets U/17-fodboldlandshold
Tjekkiets U/17-fodboldlandshold består af tjekkiske fodboldspillere, som er under 17 år og administreres af Českomoravský fotbalový svaz.